# Colostygia varonaria
Colostygia varonaria är en fjärilsart som beskrevs av Vorbrodt och Müller-rutz 1913. Colostygia varonaria ingår i släktet Colostygia och familjen mätare. Inga underarter finns listade i Catalogue of Life.